# أمايا مونتيرو
أمايا مونتيرو (بالإسبانية: Amaia Montero)‏ هي مغنية وكاتبة غنائية إسبانية، ولدت في 26 أغسطس 1976 في إرون في إسبانيا.

## وصلات خارجية
- الموقع الرسمي
- أمايا مونتيرو على موقع IMDb (الإنجليزية)
- أمايا مونتيرو على موقع ميوزك برينز (الإنجليزية)
- أمايا مونتيرو على موقع أول ميوزيك (الإنجليزية)
- أمايا مونتيرو على موقع ديسكوغز (الإنجليزية)